# Robertson Davies

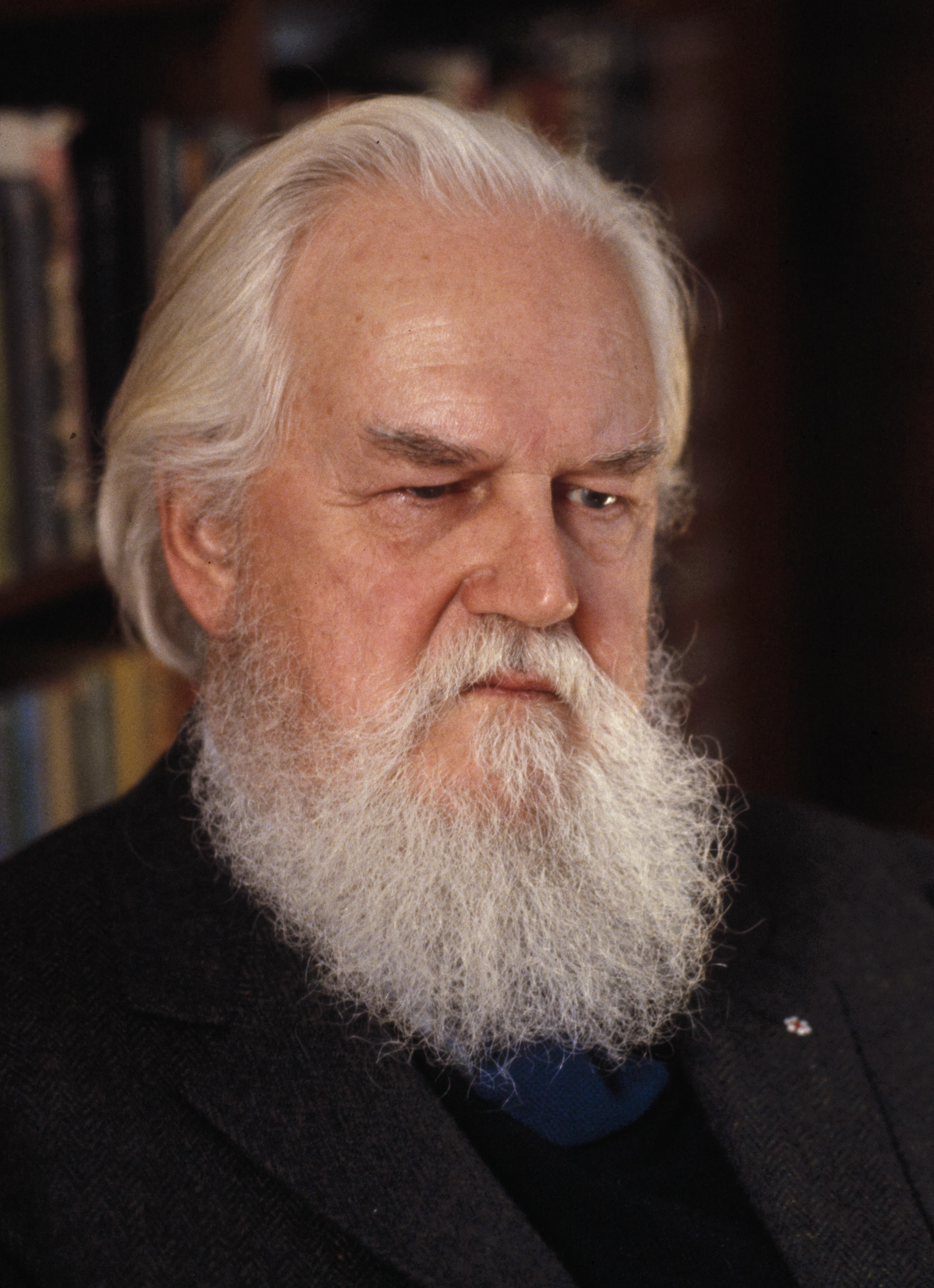
Robertson Davies (1982)

Robertson Davies (ur. 28 sierpnia 1913 w Thamesville, zm. 2 grudnia 1995 w Toronto) – kanadyjski pisarz, krytyk literacki, dziennikarz i profesor Uniwersytetu Toronto.

### Powieści
- The Salterton Trilogy
  - Tempest-Tost (1951)
  - Leaven of Malice (1954)
  - A Mixture of Frailties (1958)
- The Deptford Trilogy
  - Fifth Business (1970) – Piąta osoba dramatu (1990, Państwowy Instytut Wydawniczy)
  - The Manticore (1972) – Mantykora (1988, Państwowy Instytut Wydawniczy)
  - World of Wonders (1975) – Świat czarów (1989, Państwowy Instytut Wydawniczy)
- The Cornish Trilogy
  - The Rebel Angels (1981) – Zbuntowane anioły (1999, Rebis)
  - What’s Bred in the Bone (1985) – Czym skorupka... (2000, Rebis)
  - The Lyre of Orpheus (1988) – Lira Orfeusza (2000, Rebis)
- The „Toronto Trilogy” (ostatnia, niedokończona trylogia)
  - Murther and Walking Spirits (1991)
  - The Cunning Man (1994)

### Eseje
- - The Diary of Samuel Marchbanks (1947)
  - The Table Talk of Samuel Marchbanks (1949)
  - Samuel Marchbanks’ Almanack (1967)
  - The Papers of Samuel Marchbanks (1985) (połączenie trzech powyższych książek, z dodatkami autora)

- Krytyka literacka
  - Shakespeare’s Boy Actors (1939)
  - Shakespeare for Young Players: A Junior Course (1942)
  - Renown at Stratford (1953) (z Tyrone Guthrie)
  - Twice Have the Trumpets Sounded (1954) (z Tyrone Guthrie)
  - Thrice the Brindled Cat Hath Mew’d (1955) (z Tyrone Guthrie)
  - A Voice From the Attic (1960)
  - A Feast of Stephen (1970)
  - Stephen Leacock (1970)
  - One Half of Robertson Davies (1977)
  - The Enthusiasms of Robertson Davies (1979)
  - Well-Tempered Critic (1981)
  - The Mirror of Nature (1983)
  - The Merry Heart (1996)
  - Happy Alchemy (1997) (edytor Jennifer Surridge i Brenda Davies)

### Nowele
- High Spirits (1982)

### Sztuki
- Overlaid (1948)
- Fortune My Foe (1949)
- Eros at Breakfast (1949)
- At My Heart’s Core (1950)
- A Masque of Aesop (1952)
- A Jig for the Gypsy (1955)
- A Masque of Mr. Punch (1963)
- Question Time (1975)
- Brothers in the Black Art (1981)
- Hunting Stuart (1994)
- The Voice of the People (1994)

### Libretto
- Jezebel (1993)
- The Golden Ass (1999)

### Listy
- For Your Eye Alone (2000) (edytor Judith Skelton Grant)
- Discoveries (2002) (edytor Judith Skelton Grant)
- The Quotable Robertson Davies: The Wit and Wisdom of the Master (2005) (edytor James Channing Shaw)